# دالاس لودرديل
دالاس لودرديل (بالإنجليزية: Dallas Lauderdale)‏ مواليد 11 سبتمبر 1988 في سولون، هو لاعب كرة سلة أمريكي. بدأ مسيرته الاحترافية في سنة 2011. يلعب مع فريق مين ريد كلوز في دوري الرابطة الوطنية لفئة التطوير. يحمل الرقم 52. يبلغ طوله 6 قدم 8 بوصة (2.0 م). لعب كرة السلة الجامعية في جامعة ولاية أوهايو.

## روابط خارجية
- دالاس لودرديل على موقع كرة السلة الأوروبية.كوم (الإنجليزية)
- دالاس لودرديل على موقع كلية كرة السلة في سبورتس رفرنس.كوم (الإنجليزية)
- دالاس لودرديل على موقع ريلجم (الإنجليزية)
- دالاس لودرديل على موقع بروبوليرز (الإنجليزية)
- دالاس لودرديل على موقع سبورتس رفرنس (الإنجليزية)
- دالاس لودرديل على موقع سبورتس رفرنس (الإنجليزية)